# Juillet 1782

## Événements

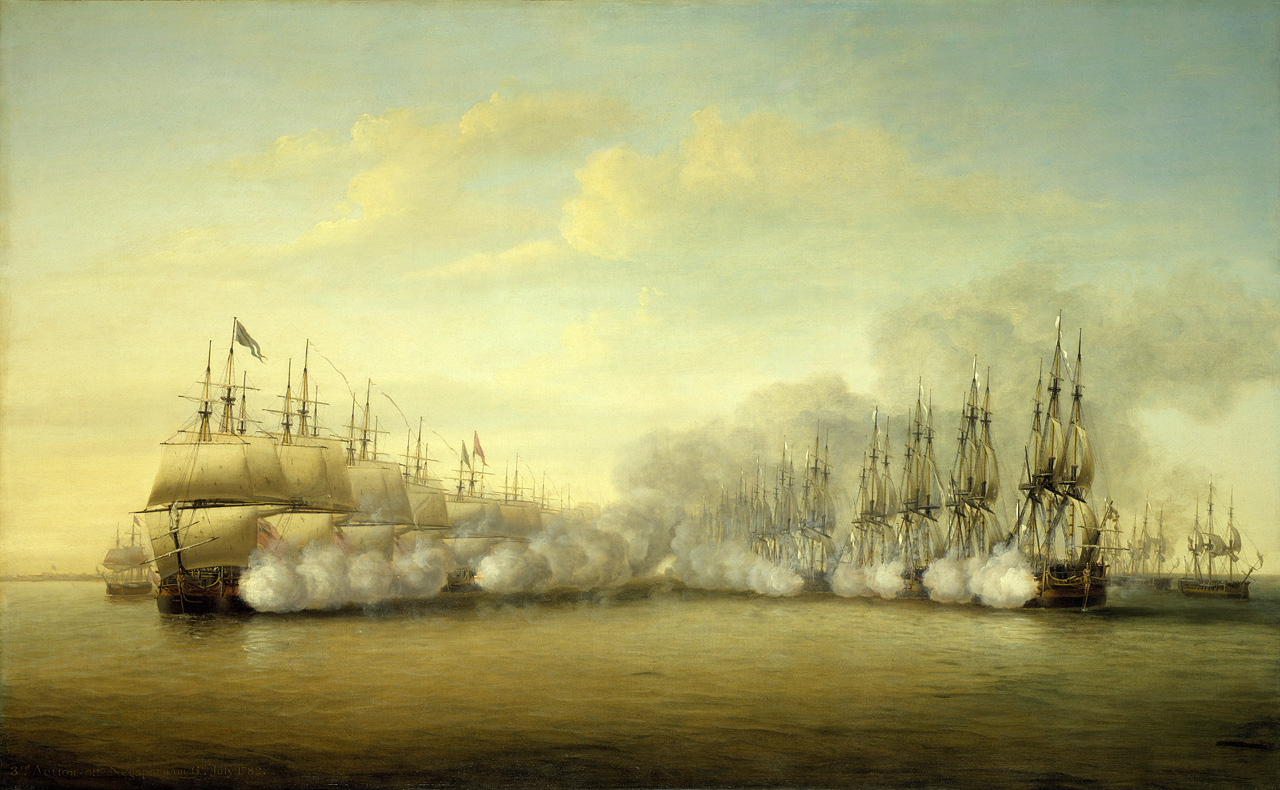
6 juillet : bataille navale de Négapatam.

- Bataille de Mokuohai. Début de la guerre pour le contrôle de Hawaï par Kamehameha Ier (fin en 1792)[1].

- 1er juillet :
  - des corsaires américains attaquent Lunenburg (Nouvelle-Écosse).
  - Mort et fin du ministère whig de Charles Watson-Wentworth, marquis de Rockingham, Premier ministre du Royaume-Uni[2].

- 2 juillet : capitulation de Genève, assiégée par trois armées coalisées - française, sarde et bernoise - qui veulent mettre fin à la « Révolution de Genève », inspirée par les idées de Jean-Jacques Rousseau, dont l'exemple pourrait être contagieux. Le « patriarcat » récupère ses droits et les patriotes émigrent[3].

- 3 juillet : début du ministère whig de William Petty, comte de Shelburne, Premier ministre du Royaume-Uni (fin en 1783)[2].

- 5 juillet : le Saint-Office est aboli en Toscane[4].

- 6 juillet : bataille navale indécise de Négapatam entre la France et le Royaume-Uni[5].

- 10 juillet : suppression des jurandes dans les États habsbourgeois, ce qui autorise la création d’établissements industriels et commerciaux, et par la liberté de travail, permet aux entrepreneurs de recruter plus facilement[6].

- 25 juillet : fondation de l'Audiencia de Buenos Aires ; elle commence à fonctionner le 5 août 1785[7].

## Naissances
- 3 juillet : Pierre Berthier (mort en 1861), minéralogiste et géologue français.
- 6 juillet : Charles Letombe, architecte français († 27 octobre 1835).
- 19 juillet : Iinuma Yokusai (mort en 1865), botaniste et docteur japonais

## Décès
- 1er juillet : Charles Watson-Wentworth, Premier ministre de Grande-Bretagne.